# Peter King (saxofonist)
Peter John King (Kingston upon Thames, 11 augustus 1940 – Londen, 23 augustus 2020) was een Amerikaanse jazzmuzikant (saxofoon, klarinet) en -componist.

## Biografie
Peter King werd op 11 augustus 1940 geboren in Kingston upon Thames in Surrey. Als tiener begon hij met het bespelen van klarinet en saxofoon, volledig autodidact. Zijn eerste publieke optredens waren in 1957, toen hij alt speelde in een traditionele jazzgroep in het Swan Public House in Kingston, in een band georganiseerd door trompettist Alan Rosewell, met wie hij als leerling-cartograaf werkte bij de Directorate of Overseas Surveys. Na het optreden maakte King echter de keuze om beroepsmuzikant te worden. Hij kwam onder de sterke muzikale invloed van Charlie Parker en ontwikkelde een bopstijl, geïnspireerd door Parker.
In 1959, op 19-jarige leeftijd, werd hij door Ronnie Scott geboekt om op te treden bij de opening van Scott's club in Gerrard Street, Londen. In hetzelfde jaar ontving hij de Melody Maker New Star-prijs. Hij werkte met het orkest van Johnny Dankworth van 1960–1961 en ging verder met de bigbands van Maynard Ferguson, Tubby Hayes, Harry South en Stan Tracey, de Brussels Big Band en de Ray Charles-band tijdens een Europese tournee. Hij speelde ook in kleine bands met muzikanten als Philly Joe Jones, Zoot Sims, Al Cohn, Red Rodney, Hampton Hawes, Nat Adderley, Al Haig, John Burch, Bill Watrous en Dick Morrissey, Tony Kinsey, Bill Le Sage en zangers als Jimmy Witherspoon, Joe Williams, Jon Hendricks en Anita O'Day. Zijn krachtige en uitbundige bopstijl met grote technische faciliteit leidde vaak tot vergelijkingen met de stijl van zijn goede vriend, de Amerikaanse altsaxofonist Phil Woods, hoewel Kings spel steeds persoonlijker en onderscheidend werd, zelfs binnen het bop-idioom en zijn muzikale nieuwsgierigheid bracht hem ertoe om zich te associëren met vrijere idiomen in de freebop-band van John Stevens in de jaren 1980. Hij verscheen op de soundtrack van de film The Italian Job uit 1969. Hij was een lid van Charlie Watts' tentet.
Vooral vanaf het begin van de jaren 1990 groeide zijn stijl uit tot een zeer zelfverzekerde originaliteit, die veel verder ging dan de oorspronkelijke Parker-invloeden en hij nam de harmonische en structurele ideeën van zijn favoriete klassieke componist Béla Bartók in zich op. Hij bloeide zowel als improvisator als componist en vond manieren om jazz en klassieke technieken te combineren zonder te verwateren. De resultaten van deze ontwikkeling waren vooral te horen op zijn albums Tamburello (opgenomen in 1994), Lush Life (opgenomen in 1998) en Janus met het Lyric String Quartet, waaronder een suite uit 1997, die sterk beïnvloed was door Bartok en in opdracht van Appleby Jazz Festival-organisator Neil Ferber met financiering van BBC Radio 3. In 2005 won Peter King de BBC «Musician of the Year»-prijs. King verscheen op albums van de popband Everything But The Girl en op North Marine Drive door Ben Watt, die lid was van de band.
In 2012 verscheen King in de documentaire No One But Me, waarin hij jazzvocaliste Annie Ross besprak. Hij verscheen in de films Blue Ice en The Talented Mr. Ripley. In april 2011 publiceerde Northway zijn autobiografie Flying High, alom geprezen om zijn openhartigheid en eerlijkheid over zijn muzikale carrière en privéleven, zijn internationale verenigingen in de jazzwereld en de vele jaren waarin hij strijd leverde tegen verslaving. King was ook een leidende figuur in de internationale wereld van vliegtuigmodellen. Hij nam met succes deel aan grote wedstrijden en schreef uitgebreid over het onderwerp. Een van zijn andere sterke interesses was de Formule 1-autosport en zijn album Tamburello uit 1994 bevat een vierdelige compositie, die een eerbetoon is aan Ayrton Senna. Peter King speelde jarenlang maandelijkse residenties in de Bulls Head in Barnes en de 606 Jazz Club in Chelsea.

## Overlijden
Peter King overleed in augustus 2020 op 80-jarige leeftijd.

## Discografie

### Als leader
- 1982: New Beginning (Spotlite)
- 1983: Bebop Live (Spotlite)
- 1983: East 34th Street (Spotlite)
- 1983: Focus (KPM Music)
- 1985: 90% of 1 Per Cent (Spotlite)
- 1986: In Paris (Blue Silver)
- 1988: Hi Fly (Spotlite)
- 1988: Brother Bernard (Miles Music)
- 1988: Live at the Bull (Bull's Head)
- 1989: Crusade (Blanco y Negro)
- 1995: Tamburello (Miles Music)
- 1996: Speed Trap (Jazz House)
- 1999: Lush Life (Miles Music)
- 2003: Footprints (Miles Music)
- 2006: Janus (Miles Music)

### Als sideman
Met Everything but the Girl
- 1984: Eden (Blanco y Negro)
- 1985: Love Not Money (Blanco y Negro)
- 1986: Baby the Stars Shine Bright (Blanco y Negro/WEA)
- 1988: Idlewild (Blanco y Negro,/WEA)
- 1994: Amplified Heart (Blanco y Negro)

Met Georgie Fame
- 1967: The Two Faces of Fame (CBS)
- 1995: The Blues and Me (Go Jazz)
- 1997: Name Droppin': Live at Ronnie Scott's (Go Jazz)
- 1998: Walking Wounded: Live at Ronnie Scott's (Go Jazz)
- 2001: Relationships (Three Line Whip)

Met Maynard Ferguson
- 1970: M.F. Horn (Columbia)
- 1972: M.F. Horn Two (Columbia)
- 2007: The Lost Tapes Vol. One (Sleepy Night)
- 2008: The Lost Tapes Vol. Two (Sleepy Night)

Met Tubby Hayes
- 1964: Tubbs' Tours (Fontana)
- 1987: England's Late Jazz Great (IAJRC)
- 1992: 200% Proof (Master Mix)
- 2015: Rumpus (Savage Solweig)

Met Tony Kinsey
- 1963: How to Succeed in Business Without Really Trying (Decca)
- 1993: Jazz Scenes (Chappell)
- 2003: Blue Circles (Jazz House)

Met Colin Towns
- 1993: Mask Orchestra (Jazz Label)
- 1996: Nowhere & Heaven (Provocateur)
- 1997: Bolt from the Blue (Provocateur)
- 1999: Dreaming Man with Blue Suede Shoes (Provocateur)
- 2001: Another Think Coming (Provocateur)
- 2004: The Orpheus Suite (Provocateur)

Met Stan Tracey
- 1970: Free an' One (Columbia)
- 1976: The Bracknell Connection (Steam)
- 1983: Stan Tracey Now (Steam)
- 1987: Genesis (Steam)
- 1989: We Still Love You Madly (Mole Jazz)
- 1992: Portraits Plus (Blue Note)
- 1994: Live at the QEH (Blue Note)
- 1999: The Durham Connection (33 Jazz)

Met Charlie Watts
- 1986: Live at Fulham Town Hall (CBS)
- 1991: From One Charlie (UFO)
- 1993: Warm & Tender (Continuum)
- 1996: Long Ago & Far Away (Pointblank/Virgin)
- 2004: Watts at Scott's (Black Box/Sanctuary)

Met anderen
- 1963: Annie Ross, Loguerhythms (Transatlantic)
- 1963: John Dankworth, What the Dickens! (Fontana)
- 1967: Al Cohn & Zoot Sims, Al & Zoot in London (World Record Club)
- 1969: Quincy Jones, The Italian Job (Paramount)
- 1970: Collective Consciousness Society, C.C.S. (RAK)
- 1970: Jon Hendricks, Jon Hendricks Live (Fontana)
- 1971: Philly Joe Jones, Trailways Express (Black Lion)
- 1971: Salena Jones, Platinum (CBS)
- 1972: Alexis Korner, Bootleg Him! (Warner Bros.)
- 1973: Caravan, For Girls Who Grow Plump in the Night (Deram)
- 1975: Clifford T. Ward, Escalator (Charisma)
- 1976: Esther Galil, Z. Land (Barclay)
- 1976: Clifford T. Ward, Waves (Philips)
- 1978: RAH Band, The Crunch & Beyond (Ebony)
- 1980: Buzzcocks, Running Free (United Artists)
- 1981: Hal Singer, Swing On It (JSP)
- 1981: Hoagy Carmichael, Georgie Fame, Annie Ross, In Hoagland (Bald Eagle)
- 1981: Jimmy Witherspoon, Big Blues  (JSP)
- 1981: Red Rodney, With the Bebop Preservation Society (Spotlite)
- 1982: John Stevens, Freebop (Affinity)
- 1983: Ben Watt, North Marine Drive (Cherry Red)
- 1983: Keith Emerson, Honky (Castle Music)
- 1984: Delme Quartet, Journeys (New Southern Library)
- 1985: David Bedford, Rigel 9 (Charisma)
- 1985: Kiri Te Kanawa & Nelson Riddle, Blue Skies (Decca)
- 1985: Vic Lewis, Tea Break (Concept)
- 1985: RAH Band, Mystery (RCA)
- 1988: Vic Lewis, Vic Lewis Big Bands (Concept)
- 1992: John Harle, The Shadow of the Duke (EMI)
- 1993: Guy Barker, Guy Barker's Extravaganza Isn't It (Spotlite)
- 1993: Julian Joseph, Reality (EastWest)
- 1995: Jackie Leven, Forbidden Songs of the Dying West (Cooking Vinyl)
- 1995: Joe Temperley, Concerto for Joe (Hep)
- 1996: George Coleman, Blues Inside Out (Jazz House)
- 1997: Don Weller, Live (33 Jazz)
- 1997: Doug Sides, Sumbio (Laika)
- 1999: Roger Kellaway, Lenny by Julian Barry
- 2003: Annie Ross Live in London (Harkit)
- 2004: Kate Westbrook, Cuff Clout (Voiceprint)
- 2005: Eliana Tomkins, Rapture (Jazz7)
- 2006: Louis Stewart, Angel Eyes (Blau)
- 2009: Derek Wadsworth, Space: 1999 Year 2 (Silva Screen)
- 2014: Stan Kenton, Horns of Plenty Vol. 3 (Tantara)
- 2019: John Burch, Jazzbeat (Rhythm & Blues)
- ????: The Nice, Five Bridges (Virgin)

- Bibliothèque nationale de France: cb13896002z (data)
- Gemeinsame Normdatei: 101663935X
- International Standard Name Identifier: 0000 0001 0837 6625
- Library of Congress Control Number: n93048246
- MusicBrainz: a9d7c9e4-ed76-4913-9dc3-d000fb82305c
- Istituto Centrale per il Catalogo Unico: LO1V267402
- Système universitaire de documentation: 165797606
- Virtual International Authority File: 74037971
- WorldCat: E39PBJr7VR8t4xQFPtRF4JH6Kd